# 65e cérémonie des Oscars
La 65e cérémonie de remise des Oscars du cinéma, organisée par l'Academy of Motion Picture Arts and Sciences, a lieu le 29 mars 1993 à partir de 18 heures au Dorothy Chandler Pavilion du Los Angeles County Music Center.

## La cérémonie
La cérémonie dura 3 heures et 33 minutes et récompensa les meilleurs films de l'année 1992 dans 23 catégories.

### Équipe technique
- Maître de cérémonie : Billy Crystal[1]
- Producteur : Gilbert Cates
- Producteur associé : Michael B. Seligman
- Dialoguistes : Sheila Benson, Hal Kanter, Buz Kohan
- Extras : Billy Crystal, David Steinberg, Bruce Vilanch, Robert Wuhl
- Directeur musical : Bill Conti

### Le spectacle
Le thème de la soirée était « Les femmes et le cinéma », en hommage à l'Année de la femme. En conséquence, les remettants et les vainqueurs saluèrent les femmes et personnages féminins qui les ont influencés. En outre, la cérémonie fut agrémentée d'extraits et de chansons de film nommées à l'Oscar, sur des chorégraphies de Debbie Allen effectuées notamment par Julene Renee, Kyli Rae et Dante Henderson.
- Beautiful Maria of My Soul interprété par Plácido Domingo et Sheila E.
- Friend Like Me interprété par Nell Carter
- I Have Nothing interprété par Natalie Cole
- Run to You interprété par Natalie Cole
- A Whole New World interprété par Lea Salonga et Brad Kane
- Ladies Day interprété par Liza Minnelli

### L'émission
La cérémonie fut retransmise en direct sur la chaîne ABC sous le titre The 65th Annual Academy Awards et réalisée par  Jeff Margolis.
Elle attira 45,72 million de téléspectateurs aux États-Unis et remporta plusieurs nominations et récompenses :
- Prix de la meilleure prestation masculine humoristique dans une émission de télévision aux American Comedy Awards 1994 pour Billy Crystal
- Prix de la meilleure réalisation d'une émission musicale ou de variété 1994 par la Directors Guild of America pour Jeff Margolis (avec une plaque pour ses assistants et les régisseurs)
- nommé au Prix de la prestation dans la direction artistique d'une émission musicale ou de variété, au Prix de la prestation chorégraphique, au Prix de la prestation dans la réalisation d'une émission musicale ou de variété, au Prix de la prestation dans la direction de la photographie d'une série dramatique, d'une série de variété, d'une mini-série, ou d'une émission spéciale, au Prix de la prestation dans la direction musicale, au Prix de la prestation dans le mixage d'une série de variété ou musicale ou une émission spéciale, au Prix de la prestation individuelle dans une émission musicale ou de variété et au Prix de la meilleure émission musicale, de variété ou de comédie aux Emmy Awards 1994.
- Prix de la meilleure chorégraphie dans un téléfilm ou une émission télévisée aux Image Awards 1995 pour Debbie Allen

## Palmarès
Les lauréats sont indiqués ci-dessous en premier de chaque catégorie et en gras.

### Meilleur film
(remis par Jack Nicholson)
- Impitoyable (Unforgiven) produit par Clint Eastwood[2]
  - The Crying Game produit par Stephen Woolley[3]
  - Des hommes d'honneur (A Few Good Men) produit par David Brown, Rob Reiner et Andrew Scheinman[4]
  - Retour à Howards End (Howards End) produit par Ismail Merchant[5] (Royaume-Uni)
  - Le Temps d'un week-end (Scent of a Woman) produit par Martin Brest[6]

### Meilleur réalisateur
(remis par Barbra Streisand)
- Clint Eastwood pour Impitoyable
  - Neil Jordan pour The Crying Game
  - James Ivory pour Retour à Howards End
  - Robert Altman pour The Player
  - Martin Brest pour Le Temps d'un week-end

### Meilleur acteur
(remis par Jodie Foster)
- Al Pacino pour le rôle de Frank Slade dans Le Temps d'un week-end
  - Robert Downey Jr. pour le rôle de Charles Chaplin dans Chaplin de Richard Attenborough[7]
  - Clint Eastwood pour le rôle de William Munny dans Impitoyable
  - Stephen Rea pour le rôle de Fergus dans The Crying Game
  - Denzel Washington pour le rôle de Malcolm X dans Malcolm X de Spike Lee

### Meilleure actrice
(remis par Anthony Hopkins)
- Emma Thompson pour le rôle de Margaret Schlegel dans Retour à Howards End
  - Catherine Deneuve pour le rôle de Éliane Devries dans Indochine de Régis Wargnier (France)
  - Mary McDonnell pour le rôle de May-Alice Culhane dans Passion Fish de John Sayles
  - Michelle Pfeiffer pour le rôle de Louise Irene Hallett dans Love Field de Jonathan Kaplan
  - Susan Sarandon pour le rôle de Michaela Murphy Odone dans Lorenzo (Lorenzo's Oil) de George Miller

### Meilleur acteur dans un second rôle
(remis par Mercedes Ruehl)
- Gene Hackman pour le rôle de "Little Big" Daggett dans Impitoyable
  - Jaye Davidson pour le rôle de Dil dans The Crying Game
  - Jack Nicholson pour le rôle du colonel Nathan R. Jessep dans Des hommes d'honneur
  - Al Pacino pour le rôle de Ricky Roma dans Glengarry (Glengarry Glen Ross) de James Foley
  - David Paymer pour le rôle de Stan dans  Mr. Saturday Night de Billy Crystal

### Meilleure actrice dans un second rôle
(remis par Jack Palance)
- Marisa Tomei pour le rôle de Mona Lisa Vito dans Mon cousin Vinny (My Cousin Vinny) de Jonathan Lynn[9]
  - Judy Davis pour le rôle de Sally Simmons dans Maris et Femmes (Husbands and Wives) de Woody Allen
  - Joan Plowright pour le rôle de Madame Fisher dans Enchanted April de Mike Newell
  - Vanessa Redgrave pour le rôle de Ruth Wilcox Retour à Howards End
  - Miranda Richardson pour le rôle de Ingrid Thompson-Fleming dans Fatale (Damage) de Louis Malle

### Meilleur scénario original
(remis par Dustin Hoffman et Anne Bancroft)
- Neil Jordan pour The Crying Game
  - Woody Allen pour Maris et Femmes
  - George Miller et Nick Enright pour Lorenzo
  - John Sayles pour Passion Fish
  - David Webb Peoples pour Impitoyable

### Meilleure adaptation
(remis par Dustin Hoffman et Anne Bancroft)
- Ruth Prawer Jhabvala pour Retour à Howards End[10]
  - Peter Barnes (en) pour Avril enchanté
  - Michael Tolkin pour The Player
  - Richard Friedenberg pour Et au milieu coule une rivière (A River Runs Through It) de Robert Redford
  - Bo Goldman pour Le Temps d'un week-end

### Meilleur film étranger
(remis par Glenn Close)
- Indochine de Régis Wargnier  •  France
  - Urga (Урга - территория любви) de Nikita Mikhalkov •  Russie
  - Daens de Stijn Coninx •  Belgique
  - Un lieu dans le monde (Un lugar en el mundo)  d'Adolfo Aristarain •  Uruguay
  - Schtonk ! de Helmut Dietl •  Allemagne

### Meilleure photographie
(remis par Morgan Freeman et Gene Hackman)
- Philippe Rousselot pour Et au milieu coule une rivière 
  - Robert Fraisse pour L'Amant de Jean-Jacques Annaud (France - Royaume-Uni - Viêt Nam)
  - Stephen H. Burum pour Hoffa  de Danny DeVito
  - Tony Pierce-Roberts pour Retour à Howards End
  - Jack N. Green pour Impitoyable

### Meilleure direction artistique (décors)
(remis par Richard Gere)
- Luciana Arrighi et Ian Whittaker pour Retour à Howards End
  - Stuart Craig et Chris Butler pour Chaplin
  - Thomas E. Sanders et Garrett Lewis pour Dracula (Bram Stocker's Dracula) de Francis Ford Coppola
  - Ferdinando Scarfiotti et Linda DeScenna pour Toys de Barry Levinson
  - Henry Bumstead et Janice Blackie-Goodine pour Impitoyable

### Meilleur mixage de son
(remis par Robert Downey Jr. et Alfre Woodard)
- Chris Jenkins, Doug Hemphill, Mark Smith et Simon Kaye pour Le Dernier des Mohicans (The Last of the Mohicans) de Michael Mann
  - Terry Porter, Mel Metcalfe, David J. Hudson et Doc Kane pour Aladdin de John Musker et Ron Clements
  - Kevin O'Connell, Rick Kline et Robert Eber pour Des hommes d'honneur
  - Donald O. Mitchell, Frank A. Montaño, Rick Hart et Scott D. Smith pour Piège en Haute Mer (Under Siege) d'Andrew Davis
  - Les Fresholtz, Vern Poore, Rick Alexander et Rob Young pour Impitoyable

### Meilleur montage de son
(remis par Robert Downey Jr. et Alfre Woodard)
- Tom C. McCarthy, et David E. Stone pour Dracula (Bram Stoker's Dracula) 
  - Mark Mangini pour Aladdin
  - John Leveque et Bruce Stambler pour Piège en haute mer (Under Siege)

### Meilleurs costumes
(remis par Catherine Deneuve)
- Eiko Ishioka pour Dracula (Bram Stoker's Dracula) 
  - Sheena Napier pour Avril enchanté
  - Jenny Beavan et John Bright pour Retour à Howards End
  - Ruth E. Carter pour Malcolm X
  - Albert Wolsky pour Toys

### Meilleur montage
(remis par Tim Robbins et Susan Sarandon) 
- Joel Cox pour Impitoyable
  - Frank J. Urioste pour Basic Instinct de Paul Verhoeven
  - Kant Pan pour The Crying Game
  - Robert Leighton pour Des hommes d'honneur
  - Geraldine Peroni pour The Player

### Meilleurs effets visuels
(remis par Andie MacDowell)
- Ken Ralston, Doug Chiang, Douglas Smythe et Tom Woodruff Jr. pour La mort vous va si bien (Death Becomes Her) de Robert Zemeckis
  - Richard Edlund, Alec Gillis, Tom Woodruff Jr. et George Gibbs pour Alien³ de David Fincher
  - Michael L. Fink, Craig Barron, John Bruno et Dennis Skotak pour Batman, le Défi (Batman Returns) de Tim Burton

### Meilleurs maquillages
(remis par Joe Pesci et Marisa Tomei)
- Greg Cannom, Michèle Burke et Matthew W. Mungle pour Dracula
  - Ve Neill, Ronnie Specter et Stan Winston pour Batman
  - Ve Neill, Greg Cannom et John Blake pour Hoffa

### Meilleure chanson originale
(remis par Lena Horne et Quincy Jones)
- Alan Menken (musique) et Tim Rice (paroles) pour A Whole New World dans Aladdin
  - Alan Menken (musique) et Howard Ashman (paroles) pour Friend Like Me dans Aladdin
  - David Foster (musique) et Linda Thompson (paroles) pour I Have Nothing dans Bodyguard (The Bodyguard) de Mick Jackson
  - Jud Friedman (musique) et Allan Dennis Rich (paroles) pour Run to You dans Bodyguard
  - Robert Kraft (musique) et Arne Glimcher (paroles) pour Beautiful Maria of My Soul dans Les Mambo Kings (The Mambo Kings) de Arne Glimcher

### Meilleure musique originale
(remis par Raúl Juliá)
- Alan Menken pour Aladdin
  - Jerry Goldsmith pour Basic Instinct
  - John Barry pour Chaplin
  - Richard Robbins pour Retour à Howards End
  - Mark Isham pour Et au milieu coule une rivière

### Meilleur documentaire
(remis par Tom Hanks et Denzel Washington)
- The Panama Deception produit par Barbara Trent et David Kasper
  - Changing Our Minds: The Story of Dr. Evelyn Hooker produit par David Haugland
  - Fires of Kuwait réalisé par David Douglas (en)
  - Liberators: Fighting on Two Fronts in World War II produit par William Miles et Nina Rosenblum
  - Music for the Movies: Bernard Herrmann produit par Margaret Smilov et Roma Baran

### Oscar du meilleur court métrage (prises de vues réelles)
Les dirigeants de l'AMPAS avaient décidé de supprimer les Oscars pour les courts-métrages, prétextant que ce n'étaient que des films d'étudiants et des films expérimentaux que personne n'avait jamais vus. À la suite du fort mouvement de protestation qui avait suivi, et aussi le fait qu'un des nommés de l'année était le célèbre Kenneth Branagh, la décision fut annulée.
(remis par Sarah Jessica Parker et David Paymer)
- Omnibus produit par Sam Karmann
  - Contact produit par Jonathan Darby et Jana Sue Memel
  - Cruise Control produit par Matt Palmieri
  - The Lady in Waiting produit par Christian Taylor
  - Swan Song produit par Kenneth Branagh

### Meilleur court métrage (documentaire)
(remis par Tom Hanks et Denzel Washington)
- Educating Peter produit par Thomas C. Goodwin et Gerardine Wurzburg
  - At the Edge of Conquest: The Journey of Chief Wai-Wai produit par Geoffrey O'Connor
  - Beyond Imagining: Margaret Anderson and the 'Little Review' produit par Wendy L. Weinberg
  - The Colours of My Father: A Portrait of Sam Borenstein (en) produit par Richard Elson et Sally Bochner
  - When Abortion Was Illegal: Untold Stories produit par Dorothy Fadiman

### Meilleur court métrage (animation)
(remis par Sarah Jessica Parker et David Paymer)
- Mona Lisa Descending a Staircase produit par Joan C. Gratz
  - Adam produit par Peter Lord
  - Reci, reci, reci… produit par Michaela Pavlátová
  - The Sandman produit par Paul Berry
  - Screen Play produit par Barry Purves

## Oscars spéciaux

### Oscar d'honneur
(remis par Sophia Loren et Marcello Mastroianni)
- Federico Fellini, en appréciation de l'un des maîtres-conteurs de l'écran et grand remplisseur de salle au niveau mondial

### Médaille de Commandeur
- Petro Vlahos, en appréciation des services rendus à l'AMPAS

### Prix humanitaire Jean Hersholt
- Audrey Hepburn[12] (remis par Gregory Peck)
- Elizabeth Taylor (remis par Angela Lansbury)

## Oscar technique ou scientifique
Les Oscars scientifiques et techniques furent remis par Sharon Stone le 6 mars à la L.A. Ballroom du Century Plaza Hotel de Los Angeles.

### Prix du mérite scientifique
- Chadwell O'Connor (O'Connor Engineering Laboratories) pour le concept et la fabrication d'un trépied de caméra hydraulique

### Prix de la prestation scientifique et d'ingénierie
- Otto Blaschek, Arriflex Corp. et le département ingénierie de ARRI (Autriche) pour le concept et le développement de la caméra 65 mm Arriflex 765 Camera System
- Kenny Bates pour le concept et le développement du système Bates Decelerator System, qui sécurise grandement les cascades de chutes
- Loren Carpenter, Rob Cook, Ed Catmull, Thomas Porter, Pat Hanrahan, Anthony A. Apodaca et Darwyn Peachey pour le développement du programme informatique "RenderMan" pour la création de scènes cinéma virtuelles
- Al Mayer, Iain Neil, George Kraemer, Hans Spirawski, Bill Eslick et Don Earl pour les conceptions mécanique (Mayer), optique (Kraemer/Spirawski), optico-mécanique (Eslick) et le support technique (Earl) dans le développement de la caméra 65 mm Panavision System 65 Studio Sync Sound Reflex Camera
- Douglas Trumbull, Geoffrey Williamson, Robert Auguste et Edmund DiGiulio pour le concept (Trumball), la conception mécanique (Williamson), la conception électronique (Auguste) et le système de caméra (DiGuilio) de la première caméra 65 mm développée en 25 ans, la CP-65 Showscan Camera System
- Claus Wiedemann, Robert Orban et Dolby Laboratories pour la conception (Wiedemann/Orban) et le développement (Dolby) de la Dolby "Container"

### Prix de l'achèvement technique
- Tom Brigham, Douglas Smythe et le service Computer graphics d'Industrial Light & Magic pour le concept originale et les premiers travaux (Brigham) et le développement et les premières applications dans l'industrie du film (Smtyhe, ILM) du MORF system pour la création de métamorphoses virtuelles
- Robert R. Burton et Audio Rents pour le développement du Model S-27 4-Band Splitter/Combiner, une méthode de mixage par séparation de bandes sur diverses fréquences
- Iain Neil et Kaz Fudano pour la conception optique (Neil) et la conception mécanique (Fudano) de la lentille Panavision Slant Focus Lens
- Ira Tiffen et Tiffen Manufacturing pour la production de la Ultra Contrast Filter Series pour la photographie

### PrixGordon E. Sawyer
- Erich Kaestner

## Statistiques

### Nominations multiples
- 9 : Impitoyable, Retour à Howards End
- 7 : The Crying Game
- 5 : Des hommes d'honneur, Aladdin
- 4 : Le Temps d'un week-end, Dracula
- 3 : Chaplin, The Player, Avril enchanté, Et au milieu coule une rivière
- 2 : Malcolm X, Basic Instinct, Toys, Maris et Femmes, Indochine, Lorenzo, Passion Fish, Piège en haute mer, Batman : Le Défi, Hoffa, Bodyguard

### Récompenses multiples
- 4 / 9 : Impitoyable
- 3 / 9 : Retour à Howards End
- 3 / 4 : Dracula
- 2 / 5 : Aladdin

### Les grands perdants
- 1 / 7 : The Crying Game
- 1 / 4 : Le Temps d'un week-end
- 1 / 3 : Et au milieu coule une rivière
- 1 / 2 : Indochine
- 0 / 5 : Des hommes d'honneur
- 0 / 3 : Chaplin
- 0 / 3 : The Player
- 0 / 3 : Avril enchanté